# Suore della Santissima Madre Addolorata
Le Suore della Santissima Madre Addolorata sono un istituto religioso femminile di diritto pontificio: le suore di questa congregazione pospongono al loro nome la sigla S.S.M.

## Storia

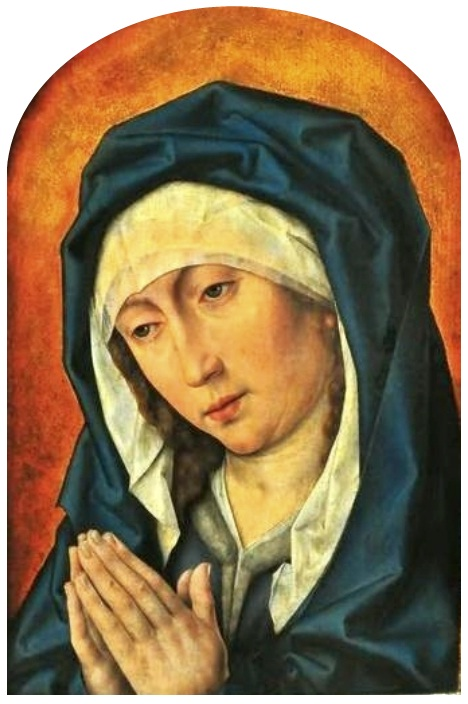
La Mater Dolorosa in un dipinto di Aelbrecht Bouts

La congregazione venne fondata da madre Maria Francesca della Croce, al secolo Amalia Streitel (1844-1911), a Roma nel 1885.
L'istituto sorse come ramo femminile della Società del Divin Salvatore ma, per vari dissensi sorti tra la Streitel e padre Johann Baptist Jordan, il 17 settembre 1885 si separò dai salvatoriani e andò a costituire una famiglia religiosa autonoma sotto la direzione di mons. Georg Jacquemin.
La congregazione ricevette il pontificio decreto di lode il 6 marzo 1911 e venne aggregato all'Ordine dei Frati Minori il 9 febbraio 1904.

## Attività e diffusione
Le suore dell'Addolorata si dedicano all'istruzione e all'educazione cristiana della gioventù e a all'assistenza a malati e anziani.
Oltre che in Italia, le suore sono presenti in Austria, Brasile, Germania, Grenada, Repubblica Dominicana, Saint Lucia, Tanzania, Trinidad e Tobago; la sede generalizia è a Roma.
Alla fine del 2008 la congregazione contava 318 religiose in 71 case.